# Ingelore Lohse
Ingelore Lohse (née le 11 mai 1945 à Halle-sur-Saale) est une athlète allemande spécialiste du 400 mètres, qui a concouru sous les couleurs de l'Allemagne de l'Est. Championne d'Europe avec le relais 4 × 400 mètres est-allemand en 1971, elle fait également partie de la première équipe est-allemande à avoir battu le record du monde du relais 4 × 400 mètres, à Helsinki le 15 août 1971.

## Biographie

### Palmarès
| Date | Compétition           | Lieu     | Résultat | Épreuve   | Performance   |
| ---- | --------------------- | -------- | -------- | --------- | ------------- |
| 1969 | Championnats d'Europe | Athènes  | 5e       | 4 × 400 m | 3 min 35 s 2  |
| 1971 | Championnats d'Europe | Helsinki | 3e       | 400 m     | 52 s 90       |
| 1971 | Championnats d'Europe | Helsinki | 1re      | 4 × 400 m | 3 min 29 s 30 |

### Records
| Épreuve    | Performance | Lieu    | Date         |
| ---------- | ----------- | ------- | ------------ |
| 400 mètres | 52 s 5      | Leipzig | 26 juin 1971 |